# Bellanca 14-7
El Bellanca 14-7 y sus sucesores pertenecía a una familia de aviones ligeros fabricados en los Estados Unidos poco antes de la Segunda Guerra Mundial.

## Diseño y desarrollo
Bellanca ya se había establecido en el mercado de los aviones de 6 a 8 plazas, pero creía que también podía vender con éxito aviones más pequeños (de 3 a 4 plazas). El primer ejemplar voló en 1937. El 14-7 era un moderno monoplano de ala baja cantilever con un fuselaje destinado a contribuir a la sustentación del diseño. Aunque el prototipo voló con un tren de aterrizaje de rueda de cola fijo, la versión 14-9 de producción fue el primer avión ligero estadounidense producido en masa con tren de aterrizaje retráctil; las ruedas principales giraban hacia atrás, y subían para alojarse en huecos en las alas.

## Variantes

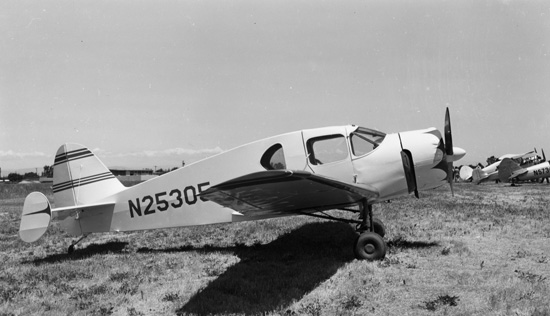
Bellanca 14-9.

Junior 14-7
Prototipo con tren de aterrizaje fijo y motor radial LeBlond 5E
14-7L
14-7 con motor Lenape LM-5.
14-9
Versión principal de producción con tren de aterrizaje retráctil y motor radial Ken-Royce 5F de 90 hp.
14-9L
Equipado con un motor Lenape Brave.
14-10L
Equipado con un motor Lycoming de 100 hp.
14-14
Con motor Franklin 6AC-264 de 120 hp
T14-14
Versión militarizada de entrenamiento (un solo prototipo).

## Historia operacional
El desarrollo culminó con el 14-12 de 1941, momento en el que la producción cesó para permitir trabajar a Bellanca como subcontratista militar mientras durase la guerra, cuando un intento de comercializar una versión militarizada como entrenador no tuvo éxito. Tras la guerra, Bellanca volvió al diseño para crear el Bellanca 14-13 y sus sucesores.

## Especificaciones (14-9)

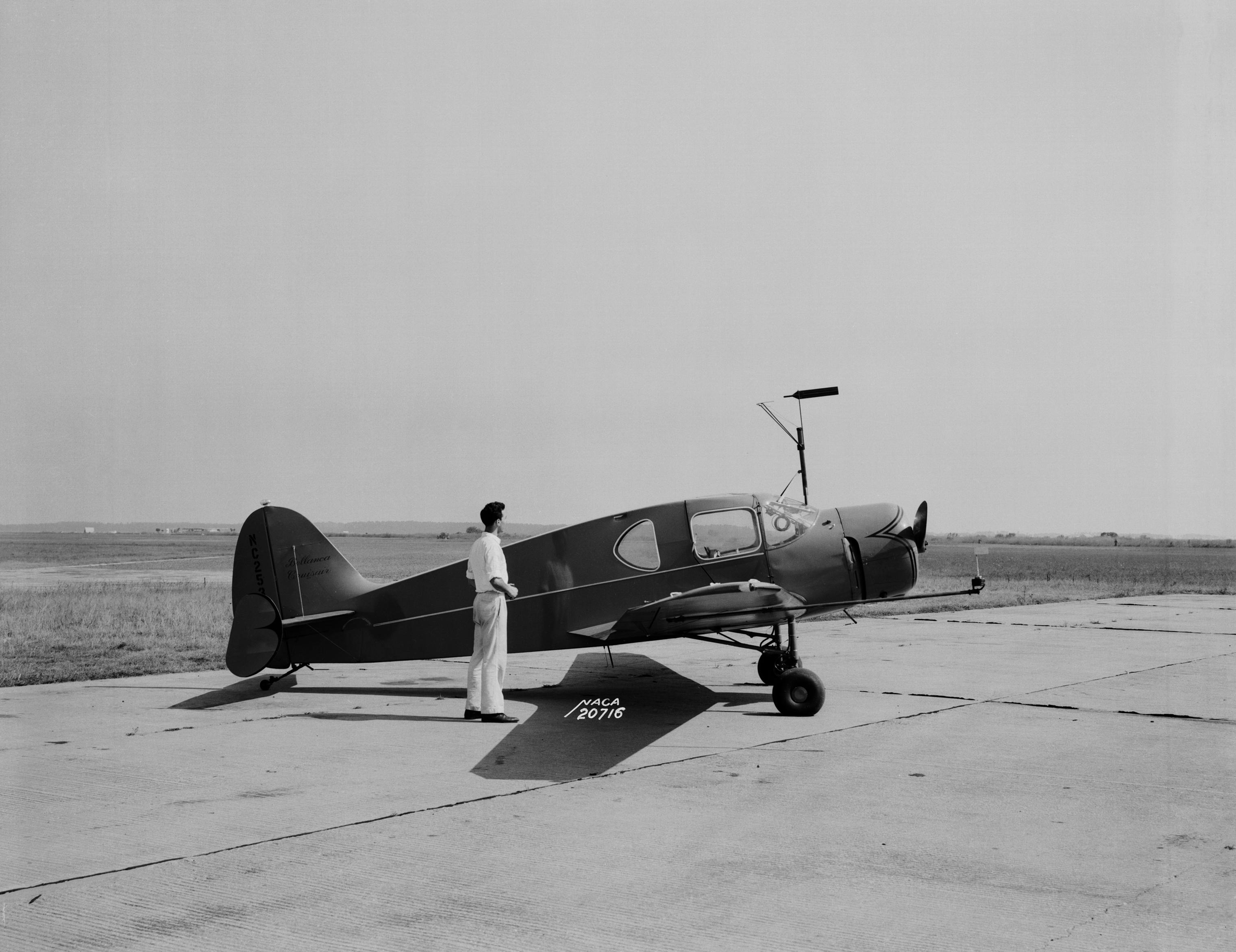
Bellanca 14-9.

Referencia datos: Flying Equipment: Bellanca 14-9

### Características generales
- Tripulación: Un piloto.
- Capacidad: Dos pasajeros.
- Longitud: 6,5 m
- Envergadura: 10,4 m
- Altura: 1,9 m (sobre la cabina, con la cola baja)
- Superficie alar: 13 m²
- Peso vacío: 442,3 kg
- Peso cargado: 771,1 kg
- Peso útil: 334,8 kg
- Planta motriz: 1× motor radial LeBlond.
  - Potencia: 67,1 kW

### Rendimiento
- Velocidad nunca excedida (Vne): 212,4 km/h a nivel del mar
- Velocidad crucero (Vc): 193,1 km/h a 914,4 m, al 75% de potencia
- Velocidad de entrada en pérdida (Vs): 72,4 km/h
- Alcance: 675,9 km
- Techo de vuelo: 4267,2 m (14 000 pies)
- Régimen de ascenso: 3,81 m/s (750 pies/min)

### Secuencias de designación
- Secuencia Numérica (de Bellanca): 14-7 - 14-9 - 14-10 - 14-12 - 14-13 - 14-14 - 14-19 - 17-30 - 17-20 →